# Rigodium penicilliferum
Rigodium penicilliferum là một loài rêu trong họ Rigodiaceae. Loài này được Müll. Hal. mô tả khoa học đầu tiên năm 1901.